# Fraßhausen

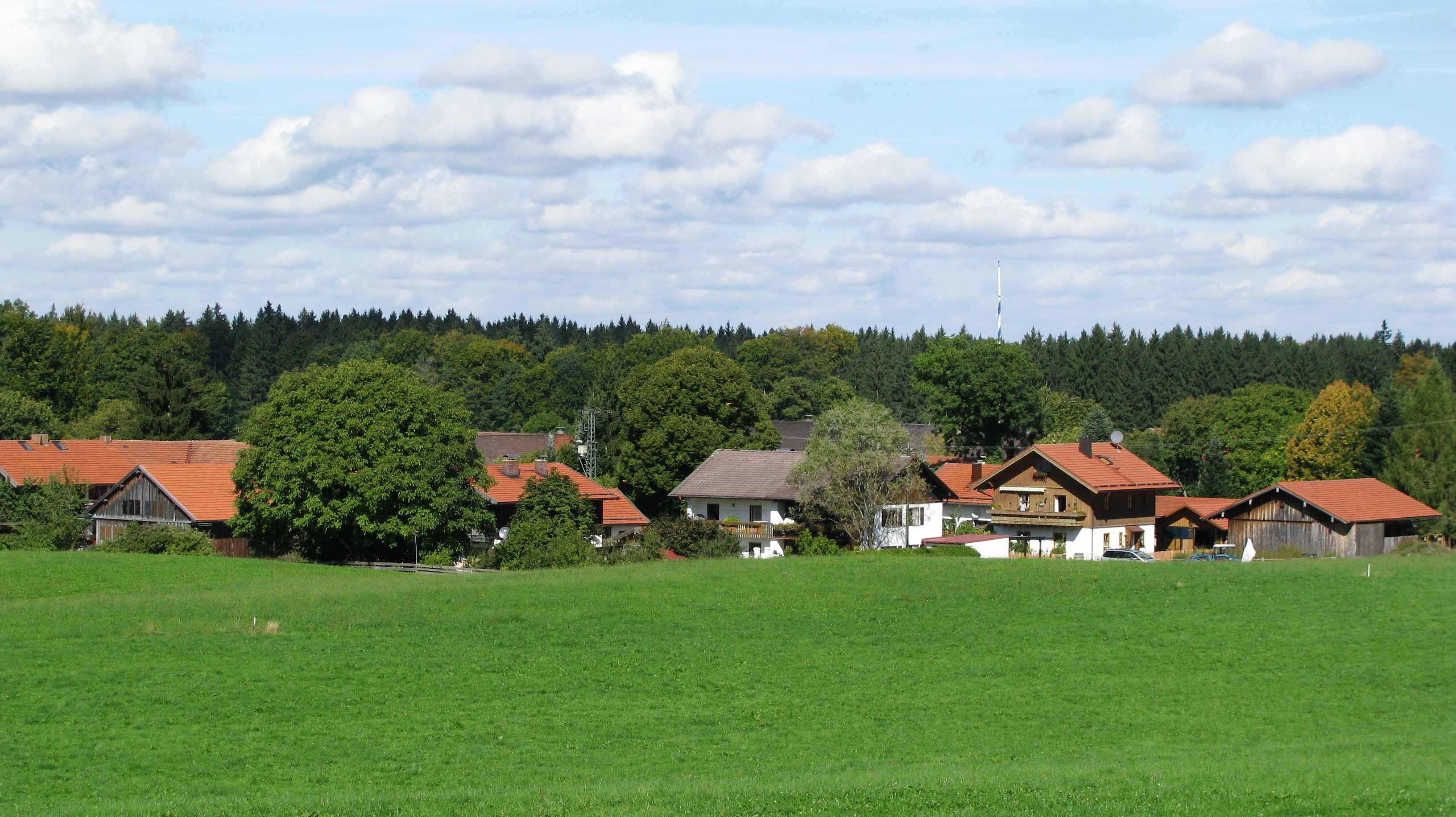
Fraßhausen aus südöstlicher Richtung

Fraßhausen ist ein Gemeindeteil von Dietramszell im Landkreis Bad Tölz-Wolfratshausen. Das Dorf liegt etwa sieben Kilometer nördlich vom Ortskern von Dietramszell auf der Gemarkung Baiernrain an der Staatsstraße 2368.

## Geschichte
Nördlich von Fraßhausen befindet sich ein Hügelgrabfeld vorgeschichtlicher Zeitstellung. Exponiert davon wurde etwa eineinhalb Kilometer westlich ein einzelnes Hügelgrab am Waldrand entdeckt.

### Mittelalter
1286 wurde Fraßhausen erstmals erwähnt: Abt Heinrich III. von Tegernsee belehnte Ulrich (Ulricus) dem Ascholdinger genannt Vrauwelshauser (= Fraßhausen) mit verschiedenen Höfen. Im späten Mittelalter hatte das Adelsgeschlecht der Fraßhauser ihren Sitz auf Fraßhausen. Cosmas Fraßhauser übergab 1426 den Sedelhof zu Fraßhausen mitsamt Burgstall und Turm an Oswald Tuchsenhauser, aufgrund der Hochzeit mit Fraßhausers Enkelin Margarete Wildeggerin. Nach dem Tod Oswald Tuchsenhausers kam es zu Erbstreitereien zwischen den Nachkommen. 1491 wurde der Turm von Fraßhausen durch Hans Tuchsenhauser an das Gotteshaus Feldkirchen verkauft, aufgrund von Geldnöten. Nach dem Tod von Hans Tuchsenhauser kam es zu Streits zwischen der Witwe Anna Hamsperacherin und ihren Kindern. Dieser Streit ging sogar vor das kaiserliche Kammergericht. Schlussendlich setzte Ursula Wiederin (Tochter von Oswald Tuchsenhauser) ihren Anspruch auf Fraßhausen durch. 1517 verkaufte Sebastian Tuchsenhauser den Sitz zu Fraßhausen an Hans Uhrmüller.

### Frühe Neuzeit
Mit dem Kauf durch Hans Uhrmüller wird ab sofort von einer Hofmark gesprochen. Zuvor war Fraßhausen ein Edelsitz, da Oswald Tuchsenhauser im Jahre 1430 unter der Ritterschaft des Herzogtums Bayern-München siegelte. In der Frühen Neuzeit hatten folgende Familien ihre Grundherrschaft über Fraßhausen: Familie Uhrmüller, Fendt, Ligsalz und Barth. Parallel verlaufend hatten auch das Kloster Dietramszell, die Pfarrei Deining und die Hofmark Harmating Anteile an verschiedenen Höfen im Ort. Durch die Auflösung der Gemeinde Baiernrain zum 1. Januar 1972 kam Fraßhausen zur Gemeinde Dietramszell.

## Bau- und Bodendenkmäler

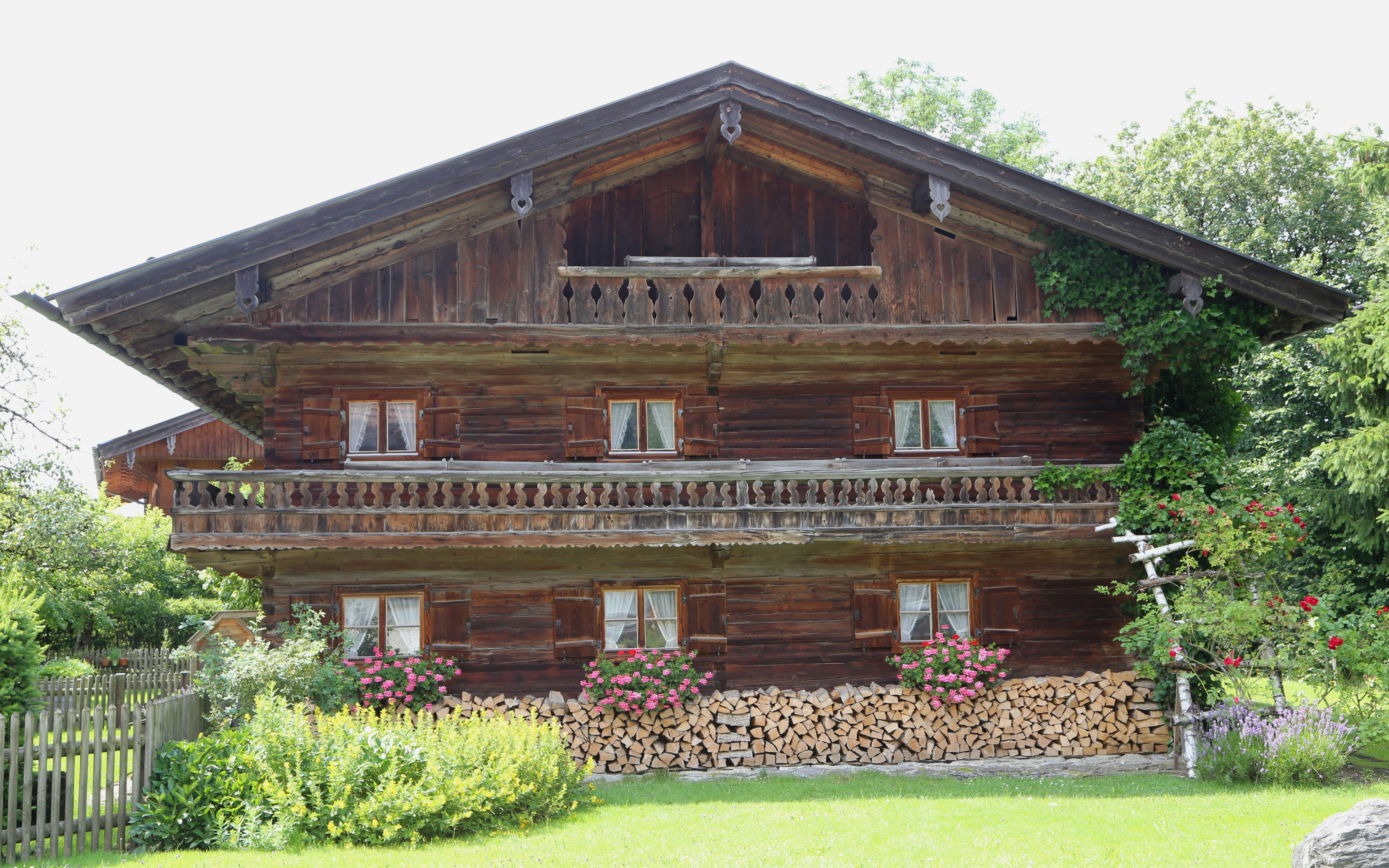
Denkmalgeschütztes Bauernhaus

Im Ort befinden sich vier denkmalgeschützte Bauernhäuser. Das älteste Bauernhaus stammt aus dem Jahr 1680. Alle vier Bauernhäuser zeichnen sich durch eine altbayerische Bauweise mit Flachsatteldächern, Lauben und Holzverschlägen aus. (→ Liste der Baudenkmäler in Fraßhausen)
Fraßhausen weist zwei Kapellen auf. Die Ortskapelle stammt aus dem 19. Jahrhundert und ist der Hl. Muttergottes geweiht. 1962 wurde der Vorgängerbau abgebrochen und anschließend wurde eine neue Kapelle erbaut. Das zweite Gotteshaus ist die Hofkapelle St. Ulrich des Kögl-Hofes. Diese Kapelle stammt aus dem 15. Jahrhundert und war einst die Kapelle des Sitzes zu Fraßhausen. Die Heiligenfiguren des Hl. Sebastians und des Hl. Ulrich stammen aus dem 15. Jahrhundert. Der Kapellenbau weist einen Dachreiter mit Spitzhelm auf.
Vom ehemaligen Edelsitz und der Burg ist nur noch der Burgstall erhalten. Dieser steht als Bodendenkmal unter Denkmalschutz. Noch heute sind einzelne Wallreste und Gräben zu erkennen. Zudem rankt sich um den Burgstall eine Legende über eine Raubritterburg. Laut einer Urkunde von Oswald Tuchsenhauser aus dem Jahr 1442 stand an der heutigen Stelle des Burgstalls, ein gemauerter Turm. Dieser Turm wurde 1491 an das Gotteshaus Feldkirchen verkauft. Das Ende der Legende berichtet von einem feindseligen Burgherren, der aufgrund seiner Räubereien auf dem Reichstag zu Worms 1521 geköpft wurde. Der geschichtliche Ablauf widerspricht der Legende, da zu diesem Zeitpunkt keine Ritterburg stand und der Turm bereits abgerissen worden war. Jedoch handelt es sich bei den hingerichteten Adeligen um Cosmas Tuchsenhauser, Sohn von Hans Tuchsenhauser und Anna Hamerspacherin, dieser nannte sich selbst „aller Reichsstädte Feind“  und hatte wohl viele Städte in Franken und Schwaben heimgesucht. Aufgrund dessen wurde er auf dem Reichstag zu Worms 1521 enthauptet. Somit hat die Legenden doch einen wahren Kern, wobei die Raubritterburg im historischen Kontext nicht existiert hat.

## Belege
1. 1 2 3 4  Friedrich Maier: Fraßhausen - Geschichte der Hofmark und Region im Hl. Römischen Reich. 1. Auflage. Band 1. Tredition, 2022, ISBN 978-3-347-63739-9.
2. ↑  Karl von Vogel: Kurze Chronik von Ascholding. Aus dem Oberbayerischen Archive für vaterländische Geschichte. Band 8, Nr. 2, 1847, S. 3.
3. 1 2  Ludwig Holzfurtner: Das Landgericht Wolfratshausen. In: Kommission für bayerische Landesgeschichte (Hrsg.): Historischer Atlas von Bayern. Reihe 1, Heft 13. München 1993, S. 138.
4. 1 2 3  Klaus Adrian-Werburg: Die Tuchsenhauser. In: Blätter des Bayerischen Landesvereins für Familienkunde. 26. Jahrgang, Nr. 2, 1963.
5. ↑  Barbara Heller: Chronik „beim Kögl“ in Großfraßhausen. 1955.
6. ↑  Ludwig Holzfurtner: Das Landgericht Wolfratshausen. In: Kommission für bayerische Landesgeschichte (Hrsg.): Historischer Atlas von Bayern. Reihe 1, Heft 13. München 1993, S. 105.
7. ↑  Peter Lichtenegger: Heimatbuch Thanning. Hrsg.: Gemeinde Egling. KreiterDruck, Wolfratshausen, S. 167-70.
8. 1 2  Gisela Schinzel-Penth: Sagen und Legenden um das Fünfseenland und Wolfratshausen. Ambro Lacus, Andechs-Frieding 2001, S. 264.
9. ↑  Otto Titan von Hefner: Denkwürdiger und nützlicher Bayerischer Antiquarius. Erste Abteilung: Adeliger Antiquarius – Zweiter Band: der altbayerische kleine Adel. München 1867, S. 134.

Koordinaten: 47° 55′ N, 11° 35′ O